# 835 (szám)
A 835 (római számmal: DCCCXXXV) egy természetes szám, félprím, az 5 és a 167 szorzata.

## A szám a matematikában
A tízes számrendszerbeli 835-ös a kettes számrendszerben 1101000011, a nyolcas számrendszerben 1503, a tizenhatos számrendszerben 343 alakban írható fel.
A 835 páratlan szám, összetett szám, azon belül félprím. Motzkin-szám. Kanonikus alakban az 51 · 1671 szorzattal, normálalakban a 8,35 · 102 szorzattal írható fel. Négy osztója van a természetes számok halmazán, ezek növekvő sorrendben: 1, 5, 167 és 835.
A 835 négyzete 697 225, köbe 582 182 875, négyzetgyöke 28,89637, köbgyöke 9,41663, reciproka 0,0011976. A 835 egység sugarú kör kerülete 5246,45973 egység, területe 2 190 396,938 területegység; a 835 egység sugarú gömb térfogata 2 438 641 924,2 térfogategység.